# Jhon Esper Toledo
Jhon Esper Toledo Castañeda (Gigante, Huila; 17 de agosto de 1975)  Político y abogado colombiano. Fue concejal de la ciudad de Ibagué por el Partido Liberal en 2003.Fue secretario de Gobierno, Bienestar social y Apoyo a la gestión, candidato a la alcaldía en el 2015 y aspirante a la gobernación para el año 2027.

## Estudió derecho en laUniversidad Cooperativa de Colombia, con maestría en derecho administrativo y constitucional del Externado. En las elecciones locales de 2003 fue elegido concejal de la ciudad deIbaguépor elPartido Liberaly posteriormente en 2005 sería presidente de esa corporación, tras su cercanía con Guillermo Bonilla, hermano de la política liberal Carmen Sofía Bonilla.[2]Luego se uniría al políticoMauricio Jaramillo.[3]
Fue director del Partido Liberal en Ibagué entre 2005 y 2007. En 2007 fue precandidato a la alcaldía de Ibagué por el Partido Liberal y tras perder la Consulta interna de ese Partido denunció irregularidades por parte de Jesús María Botero y Mauricio Jaramillo, como la marcación previa de tarjetones, presiones a trabajadores oficiales para votar por Botero y manipulación por parte de la Registraduría. Finalmente terminó apoyando la candidatura de Jesús María Botero. 
En el 2011 volvería a ser precandidato pero terminó sumándose a la candidatura de Luis Hernando Rodríguez. En la alcaldía de Luis Hernando Rodríguez ocupó la secretaría de Gobierno, de Bienestar Social y, desde mediados de 2014, la de Apoyo a la Gestión. Como político se ha mostrado en contra del aborto y a favor de las uniones homosexuales.
Para las elecciones locales de Ibagué en 2015 Toledo buscó el aval del Partido Liberal pero éste se le concedió a su antiguo aliado Rubén Darío Rodríguez. Ante ello Toledo se unió con Emilio Martínez Rosales y recibió el aval del Partido Cambio Radical que finalmente apoyaría a Guillermo Alfonso Jaramillo. Fue apoyado por el Partido de la U, Alianza Social Indígena, MIRA y el Partido Conservador, así como de los exalcaldes Jesús María Botero y Jorge Tulio Rodríguez. 
Fue denunciado ante el Consejo Nacional Electoral porque uno de sus actos de campaña fue transmitido por una emisora local y lo cual no se podía hacer en medios de comunicación sino dos meses antes de las elecciones, así como el apoyo que recibió por parte de la administración de Luis Hernando Rodríguez. Toledo también fue criticado porque usó una fotografía con Yesid Reyes para hacer creer que recibía el apoyo del entonces Ministro de Justicia, hechos que desminitió Reyes. Fue derrotado por el entonces alcalde de Ibagué Guillermo Alfonso Jaramillo y Ricardo Alfonso Ferro.